# Marena Bencomo
Marena Josefina Bencomo Giménez (Valencia; 15 de abril de 1974) es una reina de belleza venezolana.

## Biografía
Es la segunda de los tres hijos de Oswaldo Bencomo Fernández (1940) y Marina Josefina Jiménez (1943), junto a Oswaldo Jesús (1973) y Pablo José (1977). Fue ganadora del concurso Miss Venezuela 1996. Bencomo representó a su país en el certamen Miss Universo 1997 en Miami Beach, Florida, Estados Unidos, el 16 de mayo de 1997, donde logró el título de Primera Finalista. Para el momento de participar en el Miss Venezuela, Bencomo estudiaba la carrera de Odontología, en la Universidad de Carabobo. 
A su regreso del certamen universal, y luego de entregada la corona de Miss Venezuela, intervino brevemente como presentedora del programa Tv Time pasó a liderar la gerencia de Relaciones Públicas y Publicidad de la extinta aerolínea Avensa, propiedad de quien fuese su esposo, el empresario Richard Boulton Winckelmann, perteneciente a la Familia Boulton con quien contrajo matrimonio en diciembre de 1998.  
El 15 de julio de 2000, Boulton fue secuestrado por un grupo armado de las Autodefensas Unidas de Colombia. Llegaron vestidos con uniformes militares (con la excusa de querer revisar su avioneta); a su residencia, en el Haras San Francisco, ubicada en Tocuyito, Estado Carabobo. En ese momento estaba acompañado por Marena; a quien dejaron maniatada. Richard fue llevado en su propia avioneta a Colombia. Mientras el Ejército de Liberación Nacional (Colombia) negaba cualquier relación con el caso, Marena y la familia Boulton; negociaban el rescate por su cuenta. A casi un año del secuestro, llega una prueba de vida de Richard; a través de un preso venezolano, que estaba en la Cárcel La Modelo; a la cual viajó Marena (quien tuvo que liderar la negociación, por exigencia de los secuestradores), acompañada por su padre; Oswaldo, quienes entraron a dicha cárcel; resguardados por el Frente 41 de las Fuerzas Armadas Revolucionarias de Colombia, donde recibieron una carta de su puño y letra con una fotografía de él. Después, llegó otra prueba de vida retransmitida por Venevisión, donde el propio Boulton pedía su liberación. El 15 de julio de 2002 (tras el pago de un rescate en dólares y la ayuda del entonces Presidente de Colombia, Andrés Pastrana; quien era amigo de la familia), por orden de Carlos Castaño Gil; fue liberado y entregado a la Cruz Roja en un asentamiento de una Misión católica en la Región Amazónica (Colombia)  y recibido en Villavicencio por el Comité Internacional de la Cruz Roja. 
Producto de su matrimonio con Richard Boulton, tiene dos hijos: John Henry, nacido el 28 de mayo de 2003 y Federico Alfredo, nacido el 25 de septiembre de 2006, quien padece trastorno del espectro autista. En 2014 Marena y Richard se separaron. 
El 9 de octubre de 2014, fue invitada como jurado en la noche final del Miss Venezuela 2014, realizado en el Estudio 1 de Venevisión. Marena Bencomo es actualmente activista por los derechos de las personas con TEA, siendo creadora de la Fundación Autismo y vida. 